# 필리핀 대 중국
필리핀 대 중국은 필리핀이 중화인민공화국을 스프래틀리 군도 및 스카버러 암초 관련된 15가지 사유로 2013년에 상설중재재판소에 제소한 사건이다.
2016년 7월 12일 상설중재재판소는 중화민국(타이완)이 지배중인 이투아바섬을 포함한 9개 섬이 암초나 간조노출지라고 판결했다. 가장 큰 섬도 암초이므로, 스프래틀리 군도의 모든 섬과 스카버러 암초는 영해와 EEZ의 기준이 되지 못함을 뜻한다. 또 중화인민공화국의 인공섬 건설은 불법이라고 규정했다. 중국이 역사적으로 남중국해 수역에서 조업해온 사실은 인정했으나, 다른나라의 어민들도 마찬가지로 해당 수역에서 역사적으로 조업을 해왔다고 결정했다. 이에 따라 구단선을 비롯한 중국의 영유권 주장이 무력화되었다.

## 관할권
2015년 10월 29일, PCA는 필리핀이 판단을 청구한 15개 항목 중에서, 다음의 7개 항목에 대해서는 관할권이 있다고 유권 해석하고 그해 11월 중국의 불참 속에서 구두변론을 강행했다.
- No.3 스카버러 암초(Scarborough Shoal)는 해양법 협약(UNCLOS) 제121조 제3항의 암초라는 필리핀의 주장
- No.4 Mischief Reef, 아융인(Second Thomas Shoal), Subi Reef는 해상경계선의 기점이 될 수 없는 간조노출지(low tide elevation)라는 필리핀의 주장
- No.6 Gaven Reef, McKennan Reef (Hughes Reef를 포함)가 해상경계선의 기점이 될 수 없는 간조노출지(low tide elevation)인지 여부
- No.7 Johnson Reef, Cuarteron Reef, Fiery Cross Reef가 EEZ나 대륙붕의 기점이 될 수 있는지 여부
- No.10 스카버러 암초(Scarborough Shoal)의 영해에서 필리핀 어부들의 관습적인 어업 행위를 중국이 불법적으로 방해하고 있다는 점
- No.11 스카버러 암초(Scarborough Shoal)와 아융인(Second Thomas Shoal)의 환경을 중국이 심각하게 훼손하고 있다는 점
- No.13 중국의 "COLREG(국제해상충돌예방규칙)과 UNCLOS(해양법협약)을 위반한 법집행 활동들"에 대한 필리핀의 항의

## 판결내용
No.3 스카버러 암초(Scarborough Shoal)는 해양법 협약(UNCLOS) 제121조 제3항의 암초라는 필리핀의 주장에 대해, PCA는 암초라고 판결했다.
No.10 스카버러 암초(Scarborough Shoal)의 영해에서 필리핀 어부들의 관습적인 어업 행위를 중국이 불법적으로 방해하고 있다는 필리핀의 주장에 대해, PCA는 중국이 스카버러 암초에서 필리핀의 전통적 어업을 방해했고, 중국 선박이 필리핀 선박에 심각한 충돌 위험을 야기했다고 지적했다.
No.11 스카버러 암초(Scarborough Shoal)와 아융인(Second Thomas Shoal)의 환경을 중국이 심각하게 훼손하고 있다는 필리핀의 주장에 대해, PCA는 필리핀의 주장을 받아들여, 스카버러 암초 등에 대한 중국의 인공섬 건설이 자연환경을 심각하게 훼손하고 있다고 판시했다.

## 일본
2012년 일본은 독도의 해양법 협약(UNCLOS)상 쟁점들에 대해 PCA에 일방제소할 것이라고 주장했다.

## 같이 보기
- 스프래틀리 군도 분쟁
- 남중국해의 영토 분쟁
- 구단선